# Federazione di pattinaggio del Giappone
La Federazione di pattinaggio del Giappone (JSF) è l'organo nazionale giapponese che governa e gestisce tutti gli sport rotellistici ed ha lo scopo di organizzare, disciplinare e sviluppare tali discipline.
La sede della federazione è a Tokyo. Nel 2019 Akihisa Nagashima ha sostituito Seiko Hashimoto nel ruolo di presidente.

## Discipline
Le discipline ufficialmente affiliate alla federazione sono le seguenti:
- Hockey su pista
- Hockey in linea
- Pattinaggio freestyle
- Pattinaggio artistico
- Pattinaggio corsa
- Skateboard
- Skiroll